# Pegasus volitans
Pegasus volitans е вид лъчеперка от семейство Пегасови (Pegasidae).

## Разпространение и местообитание
Този вид е разпространен в Австралия (Западна Австралия, Куинсланд, Нов Южен Уелс и Северна територия), Бахрейн, Виетнам, Индия, Индонезия, Китай, Малайзия (Саравак), Мианмар, Мозамбик, Оман, Папуа Нова Гвинея, Провинции в КНР, Саудитска Арабия, Сингапур, Тайван, Тайланд, Танзания, Филипини, Шри Ланка, Южна Африка и Япония.
Обитава крайбрежията и пясъчните дъна на полусолени водоеми, морета и заливи в райони с тропически климат. Среща се на дълбочина от 1 до 67 m, при температура на водата от 24,3 до 27,6 °C и соленост 34,2 – 35,5 ‰.

## Описание
На дължина достигат до 20 cm.